# Micmacs
Micmacs (Micmacs à tire-larigot) es una película francesa realizada por Jean-Pierre Jeunet en 2009.

## Argumento
A finales de los años 1970. En el Sáhara, se produce la explosión de una mina cuando un soldado francés intenta desactivarla. En Francia, el teléfono suena en una casa de las afueras. Bazil, el protagonista de la película, que entonces tenía nueve años, ve a su madre llorar.
Treinta años después, Bazil recibe accidentalmente una bala en la cabeza, pero sobrevive, aunque el proyectil siga alojado en su cráneo. Bazil pierde su trabajo y se encuentra en la calle. Un grupo de traperos decide adoptarlo: Remington, un negro que, prácticamente, sólo habla con refranes; Calculette, que puede calcularlo todo en un instante; Fracasse, que batió el récord mundial de hombre bala; Placard, que sobrevivió a la guillotina; la môme Caoutchouc, contorsionista; Petit Pierre, que fabrica autómatas, y, finalmente, Tambouille, la cocinera que ha adoptado a todos los miembros del grupo. 
Un día, por casualidad, Bazil se encuentra junto a las sedes de las dos fábricas de armas. Se acuerda de los logotipos de las armas causantes de sus desgracias y, con la ayuda de sus nuevos amigos, Bazil va a intentar hacer pagar a esas dos grandes empresas todo el daño que le han hecho.
Bazil sigue a Marconi a casa y cuelga un micrófono por la chimenea. Escucha una conversación telefónica en la que se organiza una reunión entre Marconi y socios de Omar Boulounga, un dictador africano que busca armas para un conflicto violento que se avecina. Mama Chow exige saber qué está tramando Bazil y la tripulación decide ayudarlo a vengarse de los dos traficantes de armas. Primero incapacitan a los hombres de Boulounga colocándoles drogas en un aeropuerto. Remington, que afirma ser la mano derecha de Boulounga, se reúne con De Fenouillet y le propone el mismo trato que le ofrecieron a Marconi. Más tarde, Remington llama a Marconi y De Fennouillet y cancela el trato con enojo. Le dice a Marconi que se ocupará de De Fennouillet, y le dice a De Fennouillet que se ocupará de Marconi. Los dos directores ejecutivos están furiosos y se declaran la guerra entre sí. Bazil y sus amigos irrumpen en la casa de Marconi y roban y reemplazan sus autos de lujo, y roban la colección de reliquias de partes del cuerpo de De Fenouillet de personajes históricos. También roban y destruyen un camión lleno de bombas de la planta de Marconi. Marconi asume que De Fennouillet es el responsable y se las arregla para sabotear una máquina que provoca una explosión masiva en la fábrica de De Fennouillet. Luego, Elastic Girl irrumpe en el apartamento de Marconi en busca de material de chantaje mientras Bazil espera y escucha en el techo. Marconi llega inesperadamente y Elastic Girl se ve obligada a esconderse en el refrigerador. De Fenouillet envía un equipo armado para atacar a Marconi, pero los hombres de Boulounga llegan primero y lo toman como rehén. Los hombres de Boulounga están a punto de ejecutar a Marconi cuando los hombres de De Fennouillet les disparan. De Fenouillet, a su vez, está a punto de asesinar a Marconi cuando un secuaz captura a Bazil en el techo y lo derriba. Los dos ejecutivos lo reconocen y se dan cuenta de lo sucedido. Deciden llevar a Bazil a una casa segura para interrogarlo. Elastic Girl sale de su escondite y llama al resto de la tripulación para rescatar a Bazil. Después de una persecución en coche por París, Bazil se salva y Marconi y De Fennouillet son capturados. Los dos directores ejecutivos están atados y encapuchados, y escuchan un largo vuelo en avión seguido de un viaje en automóvil. Cuando se les permite volver a ver, se encuentran en medio del desierto. En una escena inspirada en Érase una vez en el oeste de Sergio Leone, [5] De Fennouillet está sentado sobre los hombros de Marconi con una granada en la boca, mientras que Marconi está parado sobre una mina terrestre viva. Una pequeña multitud vestida con trajes del desierto se sienta a mirarlos, sosteniendo fotografías de las víctimas de las minas terrestres. Los hombres piden clemencia y confiesan haber suministrado armas a los combatientes del IRA, ETA y Darfur. 
Marconi y De Fenouillet caen y descubren que la granada y la mía no están armadas. Se revela que la pequeña audiencia es Bazil y sus amigos disfrazados, quienes han estado grabando el evento con una cámara de video. En un flashback inspirado en Mission: Impossible de Brian De Palma, [5] vemos que Bazil y sus amigos simularon todo el vuelo del avión con varios efectos de sonido, y el escenario del desierto es simplemente un claro en un suburbio de París. Bazil y Calculator suben su video a YouTube, y Marconi y De Fenouillet son deshonrados públicamente. Bazil y Elastic Girl se convierten en pareja.